# Lenguas del interior del golfo
Las lenguas del interior del Golfo de Papúa son una familia lingüística de lenguas trans-neoguineanas habladas en áreas interiores cercanas al golfo de Papúa.

## Clasificación
Esta familia aparece tanto en la clasificación de Stephen Wurm (1975) como en la de Malcolm Ross (2005). La unidad filogenética de estas lenguas fue establecida por K. Franklin en 1969. Aunque la familia como tal es claramente una unidad filogenética válida, el ipiko es una lengua bastante divergente del resto. La división usual de la familia es:
- idioma ipiko
- Rama minanibai: Minanibai (Mahigi), Mubami (Tao), Karami, Foia Foia (Foyafoya), Hoia Hoia (Hoyahoya)